# Mistrzostwa Świata w Piłce Nożnej 1986 (składy)
Składy finalistów Mistrzostw Świata w Piłce Nożnej w 1986 rozgrywanych w Meksyku.

## Grupa A

### Argentyna
| #      | Pozycja        | Imię i nazwisko     | Data urodzenia | Klub                 |
| ------ | -------------- | ------------------- | -------------- | -------------------- |
| 1      | Napastnik      | Sergio Omar Almirón | 1958-11-18     | Newell’s Old Boys    |
| 2      | Obrońca        | Sergio Batista      | 1962-11-09     | Argentinos Juniors   |
| 3      | Pomocnik       | Ricardo Bochini     | 1954-01-25     | Independiente        |
| 4      | Pomocnik       | Claudio Borghi      | 1964-09-28     | Argentinos Juniors   |
| 5      | Obrońca        | José Luis Brown     | 1956-11-10     | Atlético Nacional    |
| 6      | Obrońca        | Daniel Passarella   | 1953-05-25     | AC Fiorentina        |
| 7      | Napastnik      | Jorge Burruchaga    | 1962-10-09     | FC Nantes            |
| 8      | Obrońca        | Néstor Clausen      | 1962-09-29     | Independiente        |
| 9      | Obrońca        | José Luis Cuciuffo  | 1961-02-01     | Vélez Sársfield      |
| 10     | Pomocnik       | Diego Maradona      | 1960-10-30     | SSC Napoli           |
| 11     | Napastnik      | Jorge Valdano       | 1955-10-04     | Real Madryt          |
| 12     | Pomocnik       | Héctor Enrique      | 1962-04-26     | River Plate          |
| 13     | Pomocnik       | Oscar Garré         | 1965-09-09     | Ferro Carril Oeste   |
| 14     | Pomocnik       | Ricardo Giusti      | 1956-12-11     | Independiente        |
| 15     | Bramkarz       | Luis Islas          | 1965-12-22     | Estudiantes La Plata |
| 16     | Obrońca        | Julio Olarticoechea | 1958-10-18     | Boca Juniors         |
| 17     | Napastnik      | Pedro Pasculli      | 1960-05-17     | US Lecce             |
| 18     | Bramkarz       | Nery Pumpido        | 1957-07-30     | River Plate          |
| 19     | Obrońca        | Oscar Ruggeri       | 1962-01-26     | River Plate          |
| 20     | Pomocnik       | Carlos Tapia        | 1962-08-20     | Boca Juniors         |
| 21     | Pomocnik       | Marcelo Trobbiani   | 1955-02-17     | Elche CF             |
| 22     | Bramkarz       | Héctor Zelada       | 1957-04-30     | Club América         |
| Trener | Carlos Bilardo | Carlos Bilardo      |                |                      |

### Bułgaria
| #      | Pozycja    | Imię i nazwisko     | Data urodzenia | Klub               |
| ------ | ---------- | ------------------- | -------------- | ------------------ |
| 1      | Bramkarz   | Borisław Michajłow  | 1962-02-12     | Witosza Sofia      |
| 2      | Pomocnik   | Nasko Sirakow       | 1962-04-16     | Witosza Sofia      |
| 3      | Obrońca    | Nikołaj Arabow      | 1953-02-21     | FK Sliwen          |
| 4      | Obrońca    | Petyr Petrow        | 1961-02-20     | Witosza Sofia      |
| 5      | Obrońca    | Georgi Dimitrow     | 1959-01-14     | CFKA Sredec Sofia  |
| 6      | Pomocnik   | Andrej Żelazkow     | 1952-07-09     | RC Strasbourg      |
| 7      | Napastnik  | Bożidar Iskrenow    | 1962-08-01     | Witosza Sofia      |
| 8      | Pomocnik   | Ajan Sadykow        | 1961-09-28     | Lokomotiw Płowdiw  |
| 9      | Napastnik  | Stojczo Mładenow    | 1957-04-24     | CFKA Sredec Sofia  |
| 10     | Pomocnik   | Żiwko Gospodinow    | 1957-09-06     | Spartak Warna      |
| 11     | Pomocnik   | Płamen Getow        | 1959-03-04     | Spartak Plewen     |
| 12     | Obrońca    | Radosław Zdrawkow   | 1956-07-30     | CFKA Sredec Sofia  |
| 13     | Obrońca    | Aleksandyr Markow   | 1961-08-17     | Spartak Plewen     |
| 14     | Napastnik  | Płamen Markow       | 1957-09-11     | FC Metz            |
| 15     | Pomocnik   | Georgi Jordanow     | 1963-07-21     | Witosza Sofia      |
| 16     | Napastnik  | Wasił Dragołow      | 1962-08-17     | Beroe Stara Zagora |
| 17     | Pomocnik   | Christo Kolew       | 1964-09-21     | Lokomotiw Płowdiw  |
| 18     | Napastnik  | Bojczo Weliczkow    | 1958-08-13     | Łokomotiw Sofia    |
| 19     | Pomocnik   | Atanas Paszew       | 1963-11-21     | Trakia Płowdiw     |
| 20     | Napastnik  | Kostadin Kostadinow | 1959-06-25     | Trakia Płowdiw     |
| 21     | Obrońca    | Ilija Djakow        | 1963-09-28     | Dobrudża Tołbuchin |
| 22     | Bramkarz   | Ilija Wyłow         | 1961-12-29     | Botew Wraca        |
| Trener | Iwan Wucow | Iwan Wucow          |                |                    |

### Korea Południowa
| #      | Pozycja      | Imię i nazwisko | Data urodzenia | Klub                   |
| ------ | ------------ | --------------- | -------------- | ---------------------- |
| 1      | Bramkarz     | Cho Byung-deouk | 1958-05-26     | Hallelujah FC          |
| 2      | Obrońca      | Park Kyung-hoon | 1961-01-19     | Posco Atoms            |
| 3      | Obrońca      | Chung Jong-soo  | 1961-03-27     | Yukong Elephants       |
| 4      | Obrońca      | Cho Kwang-rae   | 1954-03-19     | Daewoo Royals          |
| 5      | Obrońca      | Chung Yong-hwan | 1960-02-10     | Daewoo Royals          |
| 6      | Pomocnik     | Lee Tae-ho      | 1961-01-29     | Daewoo Royals          |
| 7      | Obrońca      | Kim Jong-boo    | 1965-03-11     | Korea University       |
| 8      | Pomocnik     | Cho Young-jeung | 1959-07-01     | Lucky-Goldstar Hwangso |
| 9      | Pomocnik     | Choi Soon-ho    | 1961-01-10     | Posco Atoms            |
| 10     | Pomocnik     | Park Chang-sun  | 1954-02-02     | Daewoo Royals          |
| 11     | Napastnik    | Cha Bum-kun     | 1953-05-21     | Bayer 04 Leverkusen    |
| 12     | Pomocnik     | Kim Pyung-seok  | 1958-09-22     | Hyundai Horang-i       |
| 13     | Obrońca      | Noh Soo-jin     | 1962-02-10     | Yukong Elephants       |
| 14     | Obrońca      | Cho Min-kook    | 1963-07-05     | Lucky-Goldstar Hwangso |
| 15     | Obrońca      | Yoo Byung-ok    | 1964-03-02     | Hanyang University     |
| 16     | Pomocnik     | Kim Joo-sung    | 1966-01-17     | Chosun University      |
| 17     | Pomocnik     | Huh Jung-moo    | 1955-01-13     | Hyundai Horang-i       |
| 18     | Pomocnik     | Kim Sam-soo     | 1963-02-08     | Hyundai Horang-i       |
| 19     | Napastnik    | Byun Byung-joo  | 1961-04-26     | Daewoo Royals          |
| 20     | Napastnik    | Kim Yong-se     | 1960-04-21     | Yukong Elephants       |
| 21     | Bramkarz     | Oh Yun-kyo      | 1960-05-25     | Yukong Elephants       |
| 22     | Napastnik    | Kang Deouk-soo  | 1961-08-16     | Lucky-Goldstar Hwangso |
| Trener | Kim Jung-nam | Kim Jung-nam    |                |                        |

### Włochy
| #      | Pozycja      | Imię i nazwisko      | Data urodzenia | Klub           |
| ------ | ------------ | -------------------- | -------------- | -------------- |
| 1      | Bramkarz     | Giovanni Galli       | 1958-04-29     | AC Fiorentina  |
| 2      | Obrońca      | Giuseppe Bergomi     | 1963-12-22     | Inter Mediolan |
| 3      | Obrońca      | Antonio Cabrini      | 1957-10-08     | Juventus F.C.  |
| 4      | Obrońca      | Fulvio Collovati     | 1957-05-09     | Inter Mediolan |
| 5      | Obrońca      | Sebastiano Nela      | 1961-03-13     | AS Roma        |
| 6      | Obrońca      | Gaetano Scirea       | 1953-05-25     | Juventus F.C.  |
| 7      | Obrońca      | Roberto Tricella     | 1959-03-18     | Hellas Werona  |
| 8      | Obrońca      | Pietro Vierchowod    | 1959-04-06     | UC Sampdoria   |
| 9      | Pomocnik     | Carlo Ancelotti      | 1959-04-10     | AS Roma        |
| 10     | Pomocnik     | Salvatore Bagni      | 1956-09-25     | SSC Napoli     |
| 11     | Pomocnik     | Giuseppe Baresi      | 1964-04-15     | Inter Mediolan |
| 12     | Bramkarz     | Franco Tancredi      | 1955-01-10     | AS Roma        |
| 13     | Napastnik    | Fernando De Napoli   | 1964-04-15     | U.S. Avellino  |
| 14     | Pomocnik     | Antonio Di Gennaro   | 1958-10-05     | Hellas Werona  |
| 15     | Pomocnik     | Marco Tardelli       | 1954-09-24     | Inter Mediolan |
| 16     | Pomocnik     | Bruno Conti          | 1955-03-13     | AS Roma        |
| 17     | Napastnik    | Gianluca Vialli      | 1964-07-09     | UC Sampdoria   |
| 18     | Napastnik    | Alessandro Altobelli | 1955-11-28     | Inter Mediolan |
| 19     | Napastnik    | Giuseppe Galderisi   | 1963-03-22     | Hellas Werona  |
| 20     | Napastnik    | Paolo Rossi          | 1956-09-23     | A.C. Milan     |
| 21     | Napastnik    | Aldo Serena          | 1960-06-25     | Juventus F.C.  |
| 22     | Bramkarz     | Walter Zenga         | 1960-04-28     | Inter Mediolan |
| Trener | Enzo Bearzot | Enzo Bearzot         |                |                |

## Grupa B

### Belgia
| #      | Pozycja   | Imię i nazwisko     | Data urodzenia | Klub                 |
| ------ | --------- | ------------------- | -------------- | -------------------- |
| 1      | Bramkarz  | Jean-Marie Pfaff    | 1953-12-04     | Bayern Monachium     |
| 2      | Obrońca   | Eric Gerets         | 1954-05-18     | PSV Eindhoven        |
| 3      | Pomocnik  | Franky Van der Elst | 1961-04-30     | Club Brugge          |
| 4      | Obrońca   | Michel De Wolf      | 1958-01-19     | KAA Gent             |
| 5      | Obrońca   | Michel Renquin      | 1955-11-03     | Standard Liège       |
| 6      | Pomocnik  | Franky Vercauteren  | 1956-10-28     | RSC Anderlecht       |
| 7      | Pomocnik  | René Vandereycken   | 1953-07-22     | RSC Anderlecht       |
| 8      | Pomocnik  | Enzo Scifo          | 1966-02-19     | RSC Anderlecht       |
| 9      | Napastnik | Erwin Vandenbergh   | 1959-01-26     | RSC Anderlecht       |
| 10     | Pomocnik  | Philippe Desmet     | 1958-11-29     | KSV Waregem          |
| 11     | Napastnik | Jan Ceulemans       | 1957-02-28     | Club Brugge          |
| 12     | Bramkarz  | Jacky Munaron       | 1956-09-08     | RSC Anderlecht       |
| 13     | Obrońca   | Georges Grün        | 1962-01-25     | RSC Anderlecht       |
| 14     | Obrońca   | Leo Clijsters       | 1956-11-06     | Waterschei Thor Genk |
| 15     | Obrońca   | Leo Van der Elst    | 1962-01-07     | Club Brugge          |
| 16     | Napastnik | Nico Claesen        | 1962-10-07     | Standard Liège       |
| 17     | Pomocnik  | Raymond Mommens     | 1958-12-27     | KSC Lokeren          |
| 18     | Napastnik | Daniel Veyt         | 1956-12-09     | KSV Waregem          |
| 19     | Obrońca   | Hugo Broos          | 1952-04-10     | Club Brugge          |
| 20     | Bramkarz  | Gilbert Bodart      | 1962-09-02     | Standard Liège       |
| 21     | Pomocnik  | Stéphane Demol      | 1966-03-11     | RSC Anderlecht       |
| 22     | Pomocnik  | Patrick Vervoort    | 1965-01-17     | Beerschot Antwerpia  |
| Trener | Guy Thys  | Guy Thys            |                |                      |

### Irak
| #      | Pozycja            | Imię i nazwisko    | Data urodzenia | Klub       |
| ------ | ------------------ | ------------------ | -------------- | ---------- |
| 1      | Bramkarz           | Raad Hammoudi      | 1958-04-20     | Al-Shorta  |
| 2      | Obrońca            | Maad Ibrahim       | 1960-06-30     | Al-Rasheed |
| 3      | Obrońca            | Khalil Mohammed    | 1958-09-06     | Al-Rasheed |
| 4      | Obrońca            | Nadhim Shaker      | 1958-04-13     | Al-Tayaran |
| 5      | Obrońca            | Samir Shaker       | 1958-02-29     | Al-Rasheed |
| 6      | Pomocnik           | Ali Hussein        | 1961-05-05     | Al-Talaba  |
| 7      | Pomocnik           | Haris Mohammed     | 1958-03-03     | Al-Rasheed |
| 8      | Napastnik          | Ahmad Radhi        | 1964-03-27     | Al-Rasheed |
| 9      | Napastnik          | Karim Saddam       | 1960-05-26     | Al-Jaish   |
| 10     | Napastnik          | Husajn Said        | 1958-01-21     | Al-Talaba  |
| 11     | Napastnik          | Abdul-Rahim Hamed  | 1963-05-23     | Al-Jaish   |
| 12     | Pomocnik           | Jamal Ali          | 1956-02-02     | Al-Talaba  |
| 13     | Pomocnik           | Karim Mohammed     | 1960-06-01     | Al-Rasheed |
| 14     | Pomocnik           | Basil Gorgis       | 1961-09-06     | Al-Shabab  |
| 15     | Obrońca            | Natiq Hashim       | 1960-01-15     | Al-Tayaran |
| 16     | Pomocnik           | Shaker Mahmoud     | 1960-05-05     | Al-Shabab  |
| 17     | Pomocnik           | Anad Abid          | 1954-08-03     | Al-Rasheed |
| 18     | Pomocnik           | Ismail Mohammed    | 1962-04-17     | Al-Shabab  |
| 19     | Pomocnik           | Basim Qasim        | 1959-03-22     | Al-Shurta  |
| 20     | Bramkarz           | Abdul-Fatah Nasif  | 1951-02-02     | Al-Jaish   |
| 21     | Bramkarz           | Ahmad Jassim       | 1960-05-04     | Al-Rasheed |
| 22     | Obrońca            | Ghanim Oraibi      | 1961-08-16     | Al-Shabab  |
| Trener | Evaristo de Macedo | Evaristo de Macedo |                |            |

### Meksyk
| #      | Pozycja          | Imię i nazwisko       | Data urodzenia | Klub                  |
| ------ | ---------------- | --------------------- | -------------- | --------------------- |
| 1      | Bramkarz         | Pablo Larios          | 1960-07-31     | Cruz Azul             |
| 2      | Obrońca          | Mario Trejo           | 1961-09-18     | Club América          |
| 3      | Obrońca          | Fernando Quirarte     | 1956-05-17     | CD Guadalajara        |
| 4      | Obrońca          | Armando Manzo         | 1958-10-16     | Club América          |
| 5      | Obrońca          | Francisco Javier Cruz | 1966-05-24     | CF Monterrey          |
| 6      | Pomocnik         | Carlos de los Cobos   | 1958-12-10     | Club América          |
| 7      | Pomocnik         | Miguel España         | 1961-04-04     | UNAM Pumas            |
| 8      | Pomocnik         | Alejandro Domínguez   | 1961-02-09     | Club América          |
| 9      | Napastnik        | Hugo Sánchez          | 1958-07-11     | Real Madryt           |
| 10     | Pomocnik         | Tomas Boy             | 1953-07-05     | Tigres UANL           |
| 11     | Napastnik        | Carlos Hermosillo     | 1964-08-24     | Club América          |
| 12     | Bramkarz         | Ignacio Rodríguez     | 1959-08-13     | Atlante Cancún        |
| 13     | Pomocnik         | Javier Aguirre        | 1958-12-01     | Club América          |
| 14     | Obrońca          | Felix Cruz            | 1961-04-04     | UNAM Pumas            |
| 15     | Napastnik        | Luis Flores           | 1962-08-08     | UNAM Pumas            |
| 16     | Pomocnik         | Carlos Muñoz          | 1962-09-08     | Tigres UANL           |
| 17     | Obrońca          | Raúl Servín           | 1963-04-29     | UNAM Pumas            |
| 18     | Obrońca          | Rafael Amador         | 1967-11-16     | UNAM Pumas            |
| 19     | Napastnik        | Javier Hernández      | 1961-08-01     | Tecos UAG Guadalajara |
| 20     | Bramkarz         | Olaf Heredia          | 1957-10-19     | Tigres UANL           |
| 21     | Napastnik        | Cristóbal Ortega      | 1956-07-25     | Club América          |
| 22     | Napastnik        | Manuel Negrete        | 1959-05-15     | UNAM Pumas            |
| Trener | Bora Milutinović | Bora Milutinović      |                |                       |

### Paragwaj
| #      | Pozycja     | Imię i nazwisko          | Data urodzenia | Klub                   |
| ------ | ----------- | ------------------------ | -------------- | ---------------------- |
| 1      | Bramkarz    | Roberto Eladio Fernández | 1954-07-09     | Deportivo Cali         |
| 2      | Obrońca     | Juan Torales             | 1956-05-09     | Club Libertad          |
| 3      | Obrońca     | César Zabala             | 1961-06-03     | Cerro Porteño          |
| 4      | Obrońca     | Vladimiro Schettina      | 1955-10-08     | Club Guaraní           |
| 5      | Obrońca     | Rogelio Delgado          | 1959-10-12     | Club Olimpia           |
| 6      | Pomocnik    | Jorge Amadó Núñez        | 1961-10-18     | Deportivo Cali         |
| 7      | Napastnik   | Buenaventura Ferreira    | 1960-07-04     | Deportivo Cali         |
| 8      | Pomocnik    | Julio César Romero       | 1960-08-28     | Fluminense FC          |
| 9      | Napastnik   | Roberto Cabañas          | 1961-04-11     | América Cali           |
| 10     | Pomocnik    | Adolfino Cañete          | 1956-09-13     | Cruz Azul              |
| 11     | Napastnik   | Alfredo Mendoza          | 1963-12-31     | Independiente Medellín |
| 12     | Bramkarz    | Jorge Battaglia          | 1960-05-12     | Club Sol de América    |
| 13     | Obrońca     | Virginio Cáceres         | 1962-05-21     | Club Guaraní           |
| 14     | Obrońca     | Luis Caballero           | 1962-09-17     | Club Guaraní           |
| 15     | Pomocnik    | Eufemio Cabral           | 1955-03-21     | Club Guaraní           |
| 16     | Pomocnik    | Jorge Guasch             | 1961-01-17     | Club Olimpia           |
| 17     | Napastnik   | Francisco Alcaraz        | 1960-10-04     | Club Nacional          |
| 18     | Napastnik   | Evaristo Isasi           | 1955-10-26     | Club Olimpia           |
| 19     | Pomocnik    | Rolando Chilavert        | 1961-05-22     | Club Guaraní           |
| 20     | Napastnik   | Ramón Hicks              | 1959-05-30     | Club Libertad          |
| 21     | Napastnik   | Faustino Alonso          | 1961-02-15     | Club Sol de América    |
| 22     | Bramkarz    | Julián Coronel           | 1958-10-23     | Club Guaraní           |
| Trener | Cayetano Ré | Cayetano Ré              |                |                        |

## Grupa C

### Francja
| #      | Pozycja      | Imię i nazwisko     | Data urodzenia | Klub                   |
| ------ | ------------ | ------------------- | -------------- | ---------------------- |
| 1      | Bramkarz     | Joël Bats           | 1957-01-04     | Paris Saint-Germain    |
| 2      | Obrońca      | Manuel Amoros       | 1962-02-01     | AS Monaco              |
| 3      | Obrońca      | William Ayache      | 1961-01-10     | FC Nantes              |
| 4      | Obrońca      | Patrick Battiston   | 1957-03-12     | Girondins Bordeaux     |
| 5      | Obrońca      | Michel Bibard       | 1958-11-30     | Paris Saint-Germain    |
| 6      | Obrońca      | Maxime Bossis       | 1955-06-26     | Racing Paryż           |
| 7      | Obrońca      | Yvon Le Roux        | 1960-04-19     | FC Nantes              |
| 8      | Obrońca      | Thierry Tusseau     | 1958-01-19     | Girondins Bordeaux     |
| 9      | Pomocnik     | Luis Fernández      | 1959-10-02     | Paris Saint-Germain    |
| 10     | Pomocnik     | Michel Platini      | 1955-06-21     | Juventus F.C.          |
| 11     | Pomocnik     | Jean-Marc Ferreri   | 1962-12-26     | AJ Auxerre             |
| 12     | Pomocnik     | Alain Giresse       | 1952-09-02     | Girondins Bordeaux     |
| 13     | Pomocnik     | Bernard Genghini    | 1958-01-18     | AS Monaco              |
| 14     | Pomocnik     | Jean Tigana         | 1955-06-23     | Girondins Bordeaux     |
| 15     | Pomocnik     | Philippe Vercruysse | 1962-01-28     | RC Lens                |
| 16     | Napastnik    | Bruno Bellone       | 1962-03-14     | AS Monaco              |
| 17     | Napastnik    | Jean-Pierre Papin   | 1963-11-05     | Club Brugge            |
| 18     | Napastnik    | Dominique Rocheteau | 1955-01-14     | Paris Saint-Germain    |
| 19     | Napastnik    | Yannick Stopyra     | 1961-01-09     | Toulouse FC            |
| 20     | Napastnik    | Daniel Xuereb       | 1959-06-22     | RC Lens                |
| 21     | Bramkarz     | Philippe Bergeroo   | 1954-01-13     | Toulouse FC            |
| 22     | Bramkarz     | Albert Rust         | 1963-10-10     | FC Sochaux-Montbéliard |
| Trener | Henri Michel | Henri Michel        |                |                        |

### Kanada
| #      | Pozycja      | Imię i nazwisko  | Data urodzenia | Klub                          |
| ------ | ------------ | ---------------- | -------------- | ----------------------------- |
| 1      | Bramkarz     | Tino Lettieri    | 1957-09-27     | Minnesota Strikers            |
| 2      | Obrońca      | Bob Lenarduzzi   | 1955-05-01     | Tacoma Stars                  |
| 3      | Obrońca      | Bruce Wilson     | 1951-06-20     | bez klubu                     |
| 4      | Pomocnik     | Randy Ragan      | 1959-06-07     | bez klubu                     |
| 5      | Obrońca      | Terry Moore      | 1958-06-02     | Glentoran Belfast             |
| 6      | Obrońca      | Ian Bridge       | 1959-09-18     | FC La Chaux-de-Fonds          |
| 7      | Napastnik    | Carl Valentine   | 1958-07-04     | Cleveland Force               |
| 8      | Pomocnik     | Gerry Gray       | 1961-01-20     | Chicago Sting                 |
| 9      | Napastnik    | Branko Segota    | 1961-06-08     | San Diego Sockers             |
| 10     | Napastnik    | Igor Vrablic     | 1965-07-19     | RFC Seraing                   |
| 11     | Pomocnik     | Mike Sweeney     | 1959-12-25     | Cleveland Force               |
| 12     | Obrońca      | Randy Samuel     | 1963-12-23     | PSV Eindhoven                 |
| 13     | Pomocnik     | George Pakos     | 1952-08-14     | Victoria Athletic Association |
| 14     | Napastnik    | Dale Mitchell    | 1958-04-21     | Tacoma Stars                  |
| 15     | Pomocnik     | Paul James       | 1963-11-11     | CF Monterrey                  |
| 16     | Pomocnik     | Greg Ion         | 1963-03-12     | Los Angeles Lazers            |
| 17     | Pomocnik     | David Norman     | 1962-05-06     | Tacoma Stars                  |
| 18     | Pomocnik     | Jamie Lowery     | 1961-01-15     | bez klubu                     |
| 19     | Pomocnik     | Pasquale De Luca | 1962-05-26     | Cleveland Force               |
| 20     | Obrońca      | Colin Miller     | 1964-10-04     | Rangers F.C.                  |
| 21     | Bramkarz     | Sven Habermann   | 1961-11-03     | bez klubu                     |
| 22     | Bramkarz     | Paul Dolan       | 1966-04-16     | Edmonton Brickmen             |
| Trener | Tony Waiters | Tony Waiters     |                |                               |

### Węgry
| #      | Pozycja      | Imię i nazwisko  | Data urodzenia | Klub                   |
| ------ | ------------ | ---------------- | -------------- | ---------------------- |
| 1      | Bramkarz     | Péter Disztl     | 1960-03-30     | Videoton FC            |
| 2      | Obrońca      | Sándor Sallai    | 1960-03-26     | Budapest Honvéd        |
| 3      | Obrońca      | Antal Róth       | 1960-09-14     | Pécsi Munkás FC        |
| 4      | Obrońca      | József Varga     | 1954-10-09     | Denizlispor            |
| 5      | Obrońca      | József Kardos    | 1960-03-22     | Újpest FC              |
| 6      | Obrońca      | Imre Garaba      | 1958-07-29     | Budapest Honvéd        |
| 7      | Napastnik    | József Kiprich   | 1963-09-06     | Tatabányai Bányász     |
| 8      | Pomocnik     | Antal Nagy       | 1957-10-17     | Budapest Honvéd        |
| 9      | Pomocnik     | László Dajka     | 1959-04-29     | Budapest Honvéd        |
| 10     | Pomocnik     | Lajos Détári     | 1963-04-24     | Budapest Honvéd        |
| 11     | Napastnik    | Márton Esterházy | 1956-04-09     | AEK Ateny              |
| 12     | Obrońca      | József Csuhay    | 1957-07-12     | Videoton FC            |
| 13     | Obrońca      | László Disztl    | 1962-06-04     | Videoton FC            |
| 14     | Obrońca      | Zoltán Péter     | 1958-03-23     | Zalaegerszegi TE       |
| 15     | Pomocnik     | Péter Hannich    | 1957-03-30     | Rába ETO Győr          |
| 16     | Obrońca      | József Nagy      | 1960-10-20     | Szombathelyi Haladás   |
| 17     | Pomocnik     | Győző Burcsa     | 1954-03-13     | AJ Auxerre             |
| 18     | Bramkarz     | József Szendrei  | 1954-04-25     | Újpest FC              |
| 19     | Napastnik    | György Bognár    | 1961-11-05     | MTK Hungária Budapeszt |
| 20     | Napastnik    | Kálmán Kovács    | 1965-09-11     | Budapest Honvéd        |
| 21     | Pomocnik     | Gyula Hajszán    | 1961-10-09     | Rába ETO Győr          |
| 22     | Bramkarz     | József Andrusch  | 1956-03-31     | Budapest Honvéd        |
| Trener | György Mezey | György Mezey     |                |                        |

### Związek Radziecki
| #      | Pozycja           | Imię i nazwisko      | Data urodzenia | Klub                   |
| ------ | ----------------- | -------------------- | -------------- | ---------------------- |
| 1      | Bramkarz          | Rinat Dasajew        | 1957-06-13     | Spartak Moskwa         |
| 2      | Obrońca           | Wołodymyr Bezsonow   | 1958-03-05     | Dynamo Kijów           |
| 3      | Obrońca           | Aleksandre Cziwadze  | 1955-04-08     | Dinamo Tbilisi         |
| 4      | Obrońca           | Giennadij Morozow    | 1962-12-30     | Spartak Moskwa         |
| 5      | Obrońca           | Anatolij Demjanenko  | 1959-02-19     | Dynamo Kijów           |
| 6      | Obrońca           | Aleksandr Bubnow     | 1955-10-10     | Spartak Moskwa         |
| 7      | Pomocnik          | Iwan Jaremczuk       | 1962-03-19     | Dynamo Kijów           |
| 8      | Pomocnik          | Pawło Jakowenko      | 1964-12-19     | Dynamo Kijów           |
| 9      | Pomocnik          | Ołeksandr Zawarow    | 1961-04-20     | Dynamo Kijów           |
| 10     | Obrońca           | Ołeh Kuzniecow       | 1963-03-22     | Dynamo Kijów           |
| 11     | Napastnik         | Ołeh Błochin         | 1952-11-05     | Dynamo Kijów           |
| 12     | Pomocnik          | Andrij Bal           | 1958-02-16     | Dynamo Kijów           |
| 13     | Pomocnik          | Hennadij Łytowczenko | 1963-09-11     | Dynamo Kijów           |
| 14     | Napastnik         | Siergiej Rodionow    | 1962-09-03     | Spartak Moskwa         |
| 15     | Obrońca           | Nikołaj Łarionow     | 1957-01-19     | Zenit Leningrad        |
| 16     | Bramkarz          | Wiktor Czanow        | 1959-07-21     | Dynamo Kijów           |
| 17     | Pomocnik          | Wadym Jewtuszenko    | 1958-01-01     | Dynamo Kijów           |
| 18     | Napastnik         | Ołeh Protasow        | 1964-02-04     | Dnipro Dniepropetrowsk |
| 19     | Napastnik         | Ihor Biełanow        | 1960-09-25     | Dynamo Kijów           |
| 20     | Pomocnik          | Siarhiej Alejnikau   | 1961-11-07     | Dynama Mińsk           |
| 21     | Pomocnik          | Wasyl Rac            | 1961-04-25     | Dynamo Kijów           |
| 22     | Bramkarz          | Serhij Krakowski     | 1960-08-11     | Dnipro Dniepropetrowsk |
| Trener | Walery Łobanowski | Walery Łobanowski    |                |                        |

## Grupa D

### Algieria
| #      | Pozycja       | Imię i nazwisko     | Data urodzenia | Klub                 |
| ------ | ------------- | ------------------- | -------------- | -------------------- |
| 1      | Bramkarz      | Nasser Edine Drid   | 1957-01-22     | MC Oran              |
| 2      | Obrońca       | Mahmoud Guendouz    | 1953-02-24     | JS El Biar           |
| 3      | Obrońca       | Fathi Chebel        | 1956-08-19     | FC Rouen             |
| 4      | Obrońca       | Nourredine Kourichi | 1954-04-12     | Lille OSC            |
| 5      | Obrońca       | Abdellah Liegeon    | 1957-12-01     | AS Monaco            |
| 6      | Pomocnik      | Mohammed Kaci Saïd  | 1958-05-02     | RC Kouba             |
| 7      | Napastnik     | Salah Assad         | 1958-08-30     | FC Mulhouse          |
| 8      | Pomocnik      | Karim Maroc         | 1958-03-05     | Montpellier HSC      |
| 9      | Napastnik     | Djamel Menad        | 1960-07-22     | JE Tizi-Ouzou        |
| 10     | Pomocnik      | Lakhdar Belloumi    | 1958-12-29     | JE Tizi-Ouzou        |
| 11     | Napastnik     | Rabah Madjer        | 1958-02-15     | FC Porto             |
| 12     | Napastnik     | Tedj Bensaoula      | 1954-12-01     | Le Havre AC          |
| 13     | Napastnik     | Rachid Harkouk      | 1956-05-16     | Notts County         |
| 14     | Pomocnik      | Djamel Zidane       | 1955-04-28     | Waterschei Thor Genk |
| 15     | Obrońca       | Abdelhamid Sadmi    | 1961-01-01     | JE Tizi-Ouzou        |
| 16     | Obrońca       | Faouzi Mansouri     | 1956-01-17     | Montpellier HSC      |
| 17     | Napastnik     | Faouzi Ben Khalidi  | 1963-02-03     | WOB Boufarik         |
| 18     | Pomocnik      | Halim Benmabrouk    | 1960-06-25     | Racing Paryż         |
| 19     | Obrońca       | Mohammed Chaib      | 1957-05-20     | RS Kouba             |
| 20     | Obrońca       | Fodil Megharia      | 1961-05-23     | ASO Chlef            |
| 21     | Bramkarz      | Larbi El Hadi       | 1961-05-27     | WOB Boufarik         |
| 22     | Bramkarz      | Mourad Amara        | 1959-02-19     | JE Tizi-Ouzou        |
| Trener | Rabah Saadane | Rabah Saadane       |                |                      |

### Brazylia
| #      | Pozycja      | Imię i nazwisko | Data urodzenia | Klub                 |
| ------ | ------------ | --------------- | -------------- | -------------------- |
| 1      | Bramkarz     | Carlos          | 1956-03-04     | Corinthians Paulista |
| 2      | Obrońca      | Édson           | 1959-07-03     | Corinthians Paulista |
| 3      | Obrońca      | Oscar           | 1954-06-20     | São Paulo FC         |
| 4      | Obrońca      | Edinho          | 1955-06-05     | Udinese Calcio       |
| 5      | Pomocnik     | Falcão          | 1956-10-16     | São Paulo FC         |
| 6      | Pomocnik     | Júnior          | 1954-06-29     | Torino Calcio        |
| 7      | Napastnik    | Müller          | 1966-01-31     | São Paulo FC         |
| 8      | Napastnik    | Casagrande      | 1963-04-15     | Corinthians Paulista |
| 9      | Napastnik    | Careca          | 1960-10-05     | São Paulo FC         |
| 10     | Pomocnik     | Zico            | 1953-03-03     | CR Flamengo          |
| 11     | Napastnik    | Edivaldo        | 1962-04-13     | Atlético Mineiro     |
| 12     | Bramkarz     | Paulo Vitor     | 1957-06-07     | Fluminense FC        |
| 13     | Obrońca      | Josimar         | 1961-09-19     | Botafogo             |
| 14     | Obrońca      | Júlio César     | 1963-03-08     | Guarani FC           |
| 15     | Pomocnik     | Alemão          | 1961-11-02     | Botafogo             |
| 16     | Obrońca      | Mauro Galvão    | 1961-12-19     | SC Internacional     |
| 17     | Obrońca      | Branco          | 1964-04-04     | Fluminense FC        |
| 18     | Pomocnik     | Sócrates        | 1954-02-19     | CR Flamengo          |
| 19     | Pomocnik     | Elzo            | 1961-01-22     | Atlético Mineiro     |
| 20     | Pomocnik     | Silas           | 1965-08-27     | São Paulo FC         |
| 21     | Pomocnik     | Valdo           | 1964-01-12     | Grêmio               |
| 22     | Bramkarz     | Leão            | 1949-07-11     | SE Palmeiras         |
| Trener | Telê Santana | Telê Santana    |                |                      |

### Hiszpania
| #      | Pozycja      | Imię i nazwisko         | Data urodzenia | Klub            |
| ------ | ------------ | ----------------------- | -------------- | --------------- |
| 1      | Bramkarz     | Andoni Zubizarreta      | 1961-10-23     | Athletic Bilbao |
| 2      | Obrońca      | Tomás                   | 1960-08-09     | Atlético Madryt |
| 3      | Obrońca      | José Antonio Camacho    | 1955-06-08     | Real Madryt     |
| 4      | Obrońca      | Antonio Maceda          | 1957-05-16     | Real Madryt     |
| 5      | Obrońca      | Víctor Muñoz            | 1957-03-15     | FC Barcelona    |
| 6      | Pomocnik     | Rafael Gordillo         | 1957-02-24     | Real Madryt     |
| 7      | Napastnik    | Juan Antonio Señor      | 1958-08-26     | Real Saragossa  |
| 8      | Obrońca      | Andoni Goikoetxea       | 1956-08-23     | Athletic Bilbao |
| 9      | Napastnik    | Emilio Butragueño       | 1963-07-22     | Real Madryt     |
| 10     | Pomocnik     | Francisco José Carrasco | 1959-03-06     | FC Barcelona    |
| 11     | Pomocnik     | Julio Alberto           | 1958-10-07     | FC Barcelona    |
| 12     | Napastnik    | Quique Setién           | 1958-09-27     | Atlético Madryt |
| 13     | Bramkarz     | Urruti                  | 1952-11-17     | FC Barcelona    |
| 14     | Pomocnik     | Ricardo Gallego         | 1959-02-08     | Real Madryt     |
| 15     | Obrońca      | Chendo                  | 1961-10-12     | Real Madryt     |
| 16     | Napastnik    | Hipólito Rincón         | 1957-04-28     | Real Betis      |
| 17     | Pomocnik     | Francisco               | 1962-11-01     | Sevilla FC      |
| 18     | Pomocnik     | Ramón María Calderé     | 1959-01-16     | FC Barcelona    |
| 19     | Napastnik    | Julio Salinas           | 1962-09-11     | Atlético Madryt |
| 20     | Napastnik    | Eloy                    | 1964-07-10     | Sporting Gijón  |
| 21     | Pomocnik     | Míchel                  | 1963-03-23     | Real Madryt     |
| 22     | Bramkarz     | Juan Carlos Ablanedo    | 1963-09-02     | Sporting Gijón  |
| Trener | Miguel Muñoz | Miguel Muñoz            |                |                 |

### Irlandia Północna
| #      | Pozycja       | Imię i nazwisko   | Data urodzenia | Klub                   |
| ------ | ------------- | ----------------- | -------------- | ---------------------- |
| 1      | Bramkarz      | Pat Jennings      | 1945-06-12     | Tottenham Hotspur      |
| 2      | Obrońca       | Jimmy Nicholl     | 1956-12-28     | West Bromwich Albion   |
| 3      | Obrońca       | Mal Donaghy       | 1957-09-13     | Luton Town             |
| 4      | Obrońca       | John O’Neill      | 1958-03-11     | Leicester City         |
| 5      | Obrońca       | Alan McDonald     | 1963-10-12     | Queens Park Rangers    |
| 6      | Pomocnik      | David McCreery    | 1957-09-16     | Newcastle United       |
| 7      | Pomocnik      | Steve Penney      | 1964-01-16     | Brighton & Hove Albion |
| 8      | Pomocnik      | Sammy McIlroy     | 1954-08-02     | Manchester City        |
| 9      | Napastnik     | Jimmy Quinn       | 1959-11-18     | Blackburn Rovers       |
| 10     | Pomocnik      | Norman Whiteside  | 1965-05-07     | Manchester United      |
| 11     | Napastnik     | Ian Stewart       | 1961-09-10     | Newcastle United       |
| 12     | Bramkarz      | Jim Platt         | 1951-01-26     | Coleraine FC           |
| 13     | Bramkarz      | Philip Hughes     | 1964-11-19     | Bury F.C.              |
| 14     | Napastnik     | Gerry Armstrong   | 1954-05-23     | Newcastle United       |
| 15     | Pomocnik      | Nigel Worthington | 1961-11-04     | Sheffield Wednesday    |
| 16     | Pomocnik      | Paul Ramsey       | 1962-09-03     | Leicester City         |
| 17     | Napastnik     | Colin Clarke      | 1962-10-30     | A.F.C. Bournemouth     |
| 18     | Obrońca       | John McClelland   | 1965-12-07     | Watford F.C.           |
| 19     | Napastnik     | Billy Hamilton    | 1957-05-09     | Oxford United          |
| 20     | Obrońca       | Bernard McNally   | 1963-02-17     | Shrewsbury Town        |
| 21     | Obrońca       | David Campbell    | 1965-06-02     | Nottingham Forest      |
| 22     | Napastnik     | Mark Caughey      | 1960-08-27     | Linfield Belfast       |
| Trener | Billy Bingham | Billy Bingham     |                |                        |

## Grupa E

### Dania
| #      | Pozycja      | Imię i nazwisko      | Data urodzenia | Klub                 |
| ------ | ------------ | -------------------- | -------------- | -------------------- |
| 1      | Bramkarz     | Troels Rasmussen     | 1961-07-04     | Aarhus GF            |
| 2      | Obrońca      | John Sivebæk         | 1961-10-25     | Manchester United    |
| 3      | Obrońca      | Søren Busk           | 1953-04-10     | MVV Maastricht       |
| 4      | Obrońca      | Morten Olsen         | 1949-08-14     | RSC Anderlecht       |
| 5      | Obrońca      | Ivan Nielsen         | 1956-10-09     | Feyenoord            |
| 6      | Pomocnik     | Søren Lerby          | 1956-02-01     | Bayern Monachium     |
| 7      | Pomocnik     | Jan Mølby            | 1963-07-04     | Liverpool F.C.       |
| 8      | Pomocnik     | Jesper Olsen         | 1961-03-20     | Manchester United    |
| 9      | Napastnik    | Klaus Berggreen      | 1958-02-03     | Pisa Calcio          |
| 10     | Napastnik    | Preben Elkjær Larsen | 1957-09-11     | Hellas Werona        |
| 11     | Pomocnik     | Michael Laudrup      | 1964-06-15     | Juventus F.C.        |
| 12     | Obrońca      | Jens Jørn Bertelsen  | 1952-02-15     | FC Aarau             |
| 13     | Pomocnik     | Per Frimann          | 1962-06-04     | RSC Anderlecht       |
| 14     | Napastnik    | Allan Simonsen       | 1952-12-15     | Vejle BK             |
| 15     | Pomocnik     | Frank Arnesen        | 1956-12-30     | PSV Eindhoven        |
| 16     | Bramkarz     | Ole Qvist            | 1950-02-25     | Kjøbenhavns Boldklub |
| 17     | Obrońca      | Kent Nielsen         | 1961-12-28     | Brøndby IF           |
| 18     | Pomocnik     | Flemming Christensen | 1958-04-10     | Lyngby BK            |
| 19     | Napastnik    | John Eriksen         | 1957-11-20     | Feyenoord            |
| 20     | Pomocnik     | Jan Bartram          | 1962-03-06     | Aarhus GF            |
| 21     | Napastnik    | Henrik Andersen      | 1965-05-07     | RSC Anderlecht       |
| 22     | Bramkarz     | Lars Høgh            | 1959-01-14     | Odense BK            |
| Trener | Sepp Piontek | Sepp Piontek         |                |                      |

### Republika Federalna Niemiec
| #      | Pozycja           | Imię i nazwisko       | Data urodzenia | Klub                     |
| ------ | ----------------- | --------------------- | -------------- | ------------------------ |
| 1      | Bramkarz          | Harald Schumacher     | 1954-03-06     | 1. FC Köln               |
| 2      | Obrońca           | Hans-Peter Briegel    | 1955-10-11     | Hellas Werona            |
| 3      | Obrońca           | Andreas Brehme        | 1960-11-09     | 1. FC Kaiserslautern     |
| 4      | Obrońca           | Karlheinz Förster     | 1958-07-25     | VfB Stuttgart            |
| 5      | Obrońca           | Matthias Herget       | 1955-11-14     | Bayer Uerdingen          |
| 6      | Obrońca           | Norbert Eder          | 1955-11-07     | Bayern Monachium         |
| 7      | Pomocnik          | Pierre Littbarski     | 1960-04-16     | 1. FC Köln               |
| 8      | Pomocnik          | Lothar Matthäus       | 1961-03-21     | Bayern Monachium         |
| 9      | Napastnik         | Rudi Völler           | 1960-04-13     | Werder Brema             |
| 10     | Pomocnik          | Felix Magath          | 1953-07-26     | Hamburger SV             |
| 11     | Napastnik         | Karl-Heinz Rummenigge | 1955-09-25     | Inter Mediolan           |
| 12     | Bramkarz          | Uli Stein             | 1954-10-23     | Hamburger SV             |
| 13     | Pomocnik          | Karl Allgöwer         | 1957-01-05     | VfB Stuttgart            |
| 14     | Obrońca           | Thomas Berthold       | 1964-11-12     | Eintracht Frankfurt      |
| 15     | Obrońca           | Klaus Augenthaler     | 1957-09-26     | Bayern Monachium         |
| 16     | Pomocnik          | Olaf Thon             | 1966-05-01     | Schalke 04 Gelsenkirchen |
| 17     | Obrońca           | Ditmar Jakobs         | 1953-08-28     | Hamburger SV             |
| 18     | Pomocnik          | Uwe Rahn              | 1962-05-21     | Borussia Mönchengladbach |
| 19     | Napastnik         | Klaus Allofs          | 1956-12-05     | 1. FC Köln               |
| 20     | Napastnik         | Dieter Hoeneß         | 1953-01-07     | Bayern Monachium         |
| 21     | Pomocnik          | Wolfgang Rolff        | 1959-12-26     | Hamburger SV             |
| 22     | Bramkarz          | Eike Immel            | 1960-11-27     | Borussia Dortmund        |
| Trener | Franz Beckenbauer | Franz Beckenbauer     |                |                          |

### Szkocja
| #      | Pozycja       | Imię i nazwisko  | Data urodzenia | Klub              |
| ------ | ------------- | ---------------- | -------------- | ----------------- |
| 1      | Bramkarz      | Jim Leighton     | 1958-07-24     | Aberdeen F.C.     |
| 2      | Obrońca       | Richard Gough    | 1962-04-05     | Dundee United     |
| 3      | Obrońca       | Maurice Malpas   | 1962-08-03     | Dundee United     |
| 4      | Obrońca       | Graeme Souness   | 1953-05-06     | UC Sampdoria      |
| 5      | Obrońca       | Alex McLeish     | 1959-01-21     | Aberdeen F.C.     |
| 6      | Obrońca       | Willie Miller    | 1955-05-02     | Aberdeen F.C.     |
| 7      | Pomocnik      | Gordon Strachan  | 1957-02-09     | Manchester United |
| 8      | Pomocnik      | Roy Aitken       | 1958-11-24     | Celtic F.C.       |
| 9      | Napastnik     | Eamonn Bannon    | 1958-04-18     | Dundee United     |
| 10     | Pomocnik      | Jim Bett         | 1959-11-25     | Aberdeen F.C.     |
| 11     | Pomocnik      | Paul McStay      | 1964-10-22     | Celtic F.C.       |
| 12     | Bramkarz      | Andy Goram       | 1964-10-13     | Oldham Athletic   |
| 13     | Obrońca       | Steve Nicol      | 1961-12-11     | Liverpool F.C.    |
| 14     | Obrońca       | David Narey      | 1956-06-12     | Dundee United     |
| 15     | Obrońca       | Arthur Albiston  | 1957-07-14     | Manchester United |
| 16     | Pomocnik      | Frank McAvennie  | 1959-11-22     | West Ham United   |
| 17     | Napastnik     | Steve Archibald  | 1965-09-27     | FC Barcelona      |
| 18     | Napastnik     | Graeme Sharp     | 1960-10-16     | Everton F.C.      |
| 19     | Napastnik     | Charlie Nicholas | 1961-12-30     | Arsenal F.C.      |
| 20     | Napastnik     | Paul Sturrock    | 1956-10-10     | Dundee United     |
| 21     | Pomocnik      | Davie Cooper     | 1956-02-25     | Rangers F.C.      |
| 22     | Bramkarz      | Alan Rough       | 1951-11-25     | Hibernian F.C.    |
| Trener | Alex Ferguson | Alex Ferguson    |                |                   |

### Urugwaj
| #      | Pozycja     | Imię i nazwisko         | Data urodzenia | Klub              |
| ------ | ----------- | ----------------------- | -------------- | ----------------- |
| 1      | Bramkarz    | Rodolfo Rodríguez       | 1956-01-20     | Santos FC         |
| 2      | Obrońca     | Nelson Gutiérrez        | 1962-04-13     | River Plate       |
| 3      | Obrońca     | Eduardo Acevedo         | 1959-09-25     | Defensor Sporting |
| 4      | Obrońca     | Víctor Diogo            | 1958-04-08     | CA Peñarol        |
| 5      | Pomocnik    | Miguel Bossio           | 1960-02-10     | Genoa 1893        |
| 6      | Obrońca     | José Batista            | 1962-03-06     | Deportivo Español |
| 7      | Napastnik   | Antonio Alzamendi       | 1956-06-07     | River Plate       |
| 8      | Pomocnik    | Jorge Barrios           | 1961-01-24     | Olympiakos SFP    |
| 9      | Napastnik   | Jorge da Silva          | 1961-12-11     | Atlético Madryt   |
| 10     | Pomocnik    | Enzo Francescoli        | 1961-11-12     | River Plate       |
| 11     | Pomocnik    | Sergio Santín           | 1956-11-06     | Atlético Nacional |
| 12     | Bramkarz    | Fernando Álvez          | 1959-09-04     | CA Peñarol        |
| 13     | Obrońca     | César Vega              | 1959-09-02     | Danubio           |
| 14     | Obrońca     | Darío Pereyra           | 1956-10-19     | São Paulo FC      |
| 15     | Obrońca     | Eliséo Rivero           | 1957-12-27     | CA Peñarol        |
| 16     | Pomocnik    | Mario Saralegui         | 1959-04-24     | Elche CF          |
| 17     | Pomocnik    | José Zalazar            | 1963-10-26     | CA Peñarol        |
| 18     | Pomocnik    | Rubén Paz               | 1959-08-08     | SC Internacional  |
| 19     | Napastnik   | Venancio Ramos          | 1959-06-20     | RC Lens           |
| 20     | Pomocnik    | Carlos Alberto Aguilera | 1964-09-21     | Nacional          |
| 21     | Pomocnik    | Wilmar Cabrera          | 1959-07-31     | Valencia CF       |
| 22     | Bramkarz    | Celso Otero             | 1958-02-01     | Wanderers         |
| Trener | Omar Borrás | Omar Borrás             |                |                   |

## Grupa F

### Anglia
| #      | Pozycja      | Imię i nazwisko | Data urodzenia | Klub                |
| ------ | ------------ | --------------- | -------------- | ------------------- |
| 1      | Bramkarz     | Peter Shilton   | 1949-09-18     | Southampton F.C.    |
| 2      | Obrońca      | Gary Stevens    | 1963-03-27     | Everton F.C.        |
| 3      | Obrońca      | Kenny Sansom    | 1958-09-26     | Arsenal F.C.        |
| 4      | Pomocnik     | Glenn Hoddle    | 1957-10-27     | Tottenham Hotspur   |
| 5      | Obrońca      | Alvin Martin    | 1958-07-29     | West Ham United     |
| 6      | Obrońca      | Terry Butcher   | 1958-12-28     | Ipswich Town        |
| 7      | Pomocnik     | Bryan Robson    | 1957-01-11     | Manchester United   |
| 8      | Pomocnik     | Ray Wilkins     | 1956-09-14     | A.C. Milan          |
| 9      | Napastnik    | Mark Hateley    | 1961-11-07     | A.C. Milan          |
| 10     | Napastnik    | Gary Lineker    | 1960-11-30     | Everton F.C.        |
| 11     | Pomocnik     | Chris Waddle    | 1960-12-14     | Tottenham Hotspur   |
| 12     | Obrońca      | Viv Anderson    | 1956-08-29     | Arsenal F.C.        |
| 13     | Bramkarz     | Chris Woods     | 1959-11-14     | Norwich City        |
| 14     | Obrońca      | Terry Fenwick   | 1959-11-17     | Queens Park Rangers |
| 15     | Obrońca      | Gary A. Stevens | 1962-03-30     | Tottenham Hotspur   |
| 16     | Pomocnik     | Peter Reid      | 1956-06-20     | Everton F.C.        |
| 17     | Pomocnik     | Trevor Steven   | 1963-09-21     | Everton F.C.        |
| 18     | Pomocnik     | Steve Hodge     | 1962-10-25     | Aston Villa F.C.    |
| 19     | Pomocnik     | John Barnes     | 1963-11-07     | Watford F.C.        |
| 20     | Napastnik    | Peter Beardsley | 1961-01-18     | Newcastle United    |
| 21     | Napastnik    | Kerry Dixon     | 1961-07-24     | Chelsea F.C.        |
| 22     | Bramkarz     | Gary Bailey     | 1958-08-09     | Manchester United   |
| Trener | Bobby Robson | Bobby Robson    |                |                     |

### Maroko
| #      | Pozycja    | Imię i nazwisko       | Data urodzenia | Klub             |
| ------ | ---------- | --------------------- | -------------- | ---------------- |
| 1      | Bramkarz   | Badou Ezzaki          | 1959-04-02     | Wydad Casablanca |
| 2      | Obrońca    | Labid Khalifa         | 1955           | KAC Kénitra      |
| 3      | Obrońca    | Abdelmajid Lamriss    | 1959-02-12     | FAR Rabat        |
| 4      | Obrońca    | Mustafa El Biyaz      | 1960-12-12     | KAC Marrakech    |
| 5      | Obrońca    | Norredine Bouyahyaoui | 1955-01-07     | KAC Kénitra      |
| 6      | Pomocnik   | Abdelmajid Dolmy      | 1953-04-19     | Raja Casablanca  |
| 7      | Pomocnik   | Mustafa El Haddaoui   | 1961-07-28     | Lausanne Sports  |
| 8      | Pomocnik   | Aziz Bouderbala       | 1960-12-26     | FC Sion          |
| 9      | Napastnik  | Mustafa Merry         | 1955-01-13     | Le Havre AC      |
| 10     | Pomocnik   | Mohammed Timoumi      | 1960-01-15     | FAR Rabat        |
| 11     | Napastnik  | Mustafa Merry         | 1958-04-21     | Valenciennes FC  |
| 12     | Bramkarz   | Salahdine Hmied       | 1961-09-01     | FAR Rabat        |
| 13     | Napastnik  | Abdelfettah Rhiati    | 1963-02-25     | Maghreb Fez      |
| 14     | Obrońca    | Lahcen Ouadani        | 1963-01-19     | Al-Ahly Kair     |
| 15     | Pomocnik   | Mouncif El Haddaoui   | 1962           | AS Salé          |
| 16     | Napastnik  | Azzedine Amanallah    | 1956-04-07     | Besançon RC      |
| 17     | Napastnik  | Abderrazak Khairi     | 1962-11-20     | FAR Rabat        |
| 18     | Pomocnik   | Mohammed Sahil        | 1963-10-11     | KAC Marrakech    |
| 19     | Pomocnik   | Fadel Jilal           | 1964-03-04     | Wydad Casablanca |
| 20     | Obrońca    | Abdellah Bidane       | 1965-09-10     | CODM Meknès      |
| 21     | Pomocnik   | Abdelaziz Souleimani  | 1958-04-30     | Maghreb Fez      |
| 22     | Bramkarz   | Abdelfettah Mouddani  | 1956-07-30     | KAC Kénitra      |
| Trener | José Faria | José Faria            |                |                  |

### Polska
| #      | Pozycja            | Imię i nazwisko      | Data urodzenia | Klub                 |
| ------ | ------------------ | -------------------- | -------------- | -------------------- |
| 1      | Bramkarz           | Józef Młynarczyk     | 1953-09-20     | FC Porto             |
| 2      | Obrońca            | Kazimierz Przybyś    | 1960-07-11     | Widzew Łódź          |
| 3      | Obrońca            | Władysław Żmuda      | 1954-06-06     | US Cremonese         |
| 4      | Obrońca            | Marek Ostrowski      | 1959-11-22     | Pogoń Szczecin       |
| 5      | Obrońca            | Roman Wójcicki       | 1958-01-08     | Widzew Łódź          |
| 6      | Pomocnik           | Waldemar Matysik     | 1961-09-27     | Górnik Zabrze        |
| 7      | Pomocnik           | Ryszard Tarasiewicz  | 1962-04-27     | Śląsk Wrocław        |
| 8      | Napastnik          | Jan Urban            | 1962-05-14     | Górnik Zabrze        |
| 9      | Napastnik          | Jan Karaś            | 1959-05-17     | Legia Warszawa       |
| 10     | Obrońca            | Stefan Majewski      | 1956-01-31     | 1. FC Kaiserslautern |
| 11     | Napastnik          | Włodzimierz Smolarek | 1957-07-16     | Widzew Łódź          |
| 12     | Bramkarz           | Jacek Kazimierski    | 1959-08-17     | Legia Warszawa       |
| 13     | Pomocnik           | Ryszard Komornicki   | 1959-08-14     | Górnik Zabrze        |
| 14     | Obrońca            | Dariusz Kubicki      | 1963-06-06     | Legia Warszawa       |
| 15     | Pomocnik           | Andrzej Buncol       | 1959-09-21     | Legia Warszawa       |
| 16     | Napastnik          | Andrzej Pałasz       | 1960-07-22     | Górnik Zabrze        |
| 17     | Napastnik          | Andrzej Zgutczyński  | 1958-01-01     | Górnik Zabrze        |
| 18     | Obrońca            | Krzysztof Pawlak     | 1958-02-12     | Lech Poznań          |
| 19     | Bramkarz           | Józef Wandzik        | 1963-08-13     | Górnik Zabrze        |
| 20     | Pomocnik           | Zbigniew Boniek      | 1956-03-03     | AS Roma              |
| 21     | Napastnik          | Dariusz Dziekanowski | 1962-09-30     | Legia Warszawa       |
| 22     | Napastnik          | Jan Furtok           | 1962-03-09     | GKS Katowice         |
| Trener | Antoni Piechniczek | Antoni Piechniczek   |                |                      |

### Portugalia
| #      | Pozycja     | Imię i nazwisko            | Data urodzenia | Klub              |
| ------ | ----------- | -------------------------- | -------------- | ----------------- |
| 1      | Bramkarz    | Manuel Bento               | 1948-06-25     | SL Benfica        |
| 2      | Obrońca     | João Pinto                 | 1961-11-21     | FC Porto          |
| 3      | Pomocnik    | António Sousa              | 1957-04-28     | Sporting CP       |
| 4      | Obrońca     | José Ribeiro               | 1957-11-02     | Boavista Porto    |
| 5      | Obrońca     | Álvaro                     | 1961-01-03     | SL Benfica        |
| 6      | Pomocnik    | Carlos Manuel              | 1958-01-15     | SL Benfica        |
| 7      | Pomocnik    | Jaime Pacheco              | 1958-07-22     | Sporting CP       |
| 8      | Pomocnik    | Frederico                  | 1957-04-06     | Boavista Porto    |
| 9      | Napastnik   | Fernando Gomes             | 1956-11-22     | FC Porto          |
| 10     | Napastnik   | Paulo Futre                | 1966-02-28     | FC Porto          |
| 11     | Pomocnik    | Fernando Óscar Bandeirinha | 1962-11-26     | Académica Coimbra |
| 12     | Bramkarz    | Jorge Martins              | 1954-08-22     | CF Os Belenenses  |
| 13     | Obrońca     | António Morato             | 1964-11-06     | Sporting CP       |
| 14     | Pomocnik    | Jaime Magalhães            | 1962-07-10     | FC Porto          |
| 15     | Napastnik   | António Oliveira           | 1958-06-08     | SL Benfica        |
| 16     | Obrońca     | José António               | 1957-10-29     | CF Os Belenenses  |
| 17     | Napastnik   | Diamantino                 | 1959-08-03     | SL Benfica        |
| 18     | Pomocnik    | Luís Sobrinho              | 1961-05-05     | CF Os Belenenses  |
| 19     | Napastnik   | Rui Águas                  | 1960-04-28     | SL Benfica        |
| 20     | Obrońca     | Augusto Inácio             | 1955-02-01     | FC Porto          |
| 21     | Pomocnik    | António André              | 1957-12-24     | FC Porto          |
| 22     | Bramkarz    | Vítor Damas                | 1947-10-08     | Sporting CP       |
| Trener | José Torres | José Torres                |                |                   |